# Alea Sophia Boudodimos
Alea Sophia Boudodimos (* 1999) ist eine deutsche Schauspielerin indischer Herkunft.

## Karriere
Ihre erste Filmrolle hatte sie 2004 in dem Spielfilm Netaji Subhas Chandra Bose: The Forgotten Hero. Anschließend folgten Besetzungen in Kurzfilmen. Größere Beachtung brachte ihr ihre Besetzung in Hänsel und Gretel: Hexenjäger ein, wo sie die junge Gretel verkörperte. Im gleichen Jahr spielte sie in dem Fernsehfilm Nach all den Jahren mit.

## Filmografie
- 2004: Netaji Subhas Chandra Bose: The Forgotten Hero
- 2005: Cataract (Kurzfilm)
- 2009: Hidden Places (Kurzfilm)
- 2013: Hänsel und Gretel: Hexenjäger (Hansel & Gretel: Witch Hunters)
- 2013: Nach all den Jahren (Fernsehfilm)
- 2017: Der Sohn (Fernsehfilm)